# Felsőbesenyő
Felsőbesenyő (1890-ig Dubrava, szlovákul: Hronská Dúbrava) község Szlovákiában, a Besztercebányai kerületben, a Garamszentkereszti járásban.

## Fekvése
Garamszentkereszttől 10 km-re keletre, Zólyomtól 9 km-re nyugatra, a Garam jobb partján fekszik.

## Története
1382-ben „Dubroua" néven említik először, majd 1464-ben „Bessenew" néven szerepel oklevélben. Saskő várának uradalmához tartozott. A 17. századtól a bányakamara tulajdona. 1534-ben malma és 5 portája állt. 1601-ben 31 adózó háza létezett. 1715-ben malma és 25 adózója volt, közülük 2 kézműves. 1828-ban 50 házában 316 lakos élt. Lakói mezőgazdasággal és szénégetéssel foglalkoztak.
Borovszky monográfiasorozatának Bars vármegyét tárgyaló része szerint: „Felsőbesenyő, jelentéktelen kis tót község, mely Zólyom vármegye határán fekszik. Azelőtt a saskői uradalomhoz tartozott és a kincstár tulajdonába ment át. Tót neve Dubrava volt. Említést érdemel, hogy a már Zólyom vármegyében fekvő Garamberzencze község vasúti állomása e községhez tartozik és még Barsban fekszik. Itt lép a Garam Bars vármegyébe. E községben nincs templom. Postája, távirója és vasúti állomása Garamberzencze. Lakosainak száma 411."
A 19. század végén jelentősége megnőtt, mivel fontos vasúti csomópontba került. 1872-ben megépült a Zólyom-Ruttka vasútvonal, majd 1873-ban a Besztercebánya felé menő vonal, végül 1896-ban a Léva felé menő vonal is. A trianoni békeszerződésig Bars vármegye Garamszentkereszti járásához tartozott.

## Népessége
| Év:            | 1994. | 2004.   | 2014.   | 2024.   |
| -------------- | ----- | ------- | ------- | ------- |
| Emberek száma: | 392   | 412     | 415     | 419     |
| Eltérés:       |       | +5,10 % | +0,72 % | +0,96 % |

| Év:            | 2023. | 2024.   |
| -------------- | ----- | ------- |
| Emberek száma: | 424   | 419     |
| Eltérés:       |       | -1,17 % |

1910-ben 453-an, többségében szlovák anyanyelvűek lakták, jelentős magyar kisebbséggel.
2001-ben 387 lakosából 363 szlovák volt.
2011-ben 417 lakosából 395 szlovák volt.

## Külső hivatkozások
- Községinfó
- Felsőbesenyő Szlovákia térképén
- Szlovák nyelvű ismertető
- E-obce.sk